# Chiaroscúro
Chiaroscúro (italijansko Chiaro-scuro, svetlo-temno, francosko claire-obscure) je italijanski izraz za posebno zgodovinsko razvit način uporabe likovnega elementa »svetlo-temno«, s katerim označujemo v slikarstvu igro in uravnoteženost kontrastov med svetlobo in senco; tehnika prikazovanja v likovni umetnosti, ko svetloba postopno prehaja v senco v želji da se ustvari iluzija tridimenzionalnih predmetov v prostoru.
Chiaroscúro, čeprav prisoten že v delih nepoznanih antičnih umetnikov, se je v slikarstvu pojavil z Giottom, ki se je posluževal temnih in svetlih barv da bi dal globino in oprijemljivost oblikam in prostoru. Od tedaj je chiaroscúro poznana odlika zahodne umetnosti, za razliko od tradicije dekorativnega ploskega prostora v azijski umetnosti. Mojstri zgodnjerenesančnega slikarstva (Masaccio, Fra Angelico in Fra Filippo Lippi) so izboljšali chiaroskuro tako, da so oblikovali predmete v prostoru s še večjim razponom barvnih tonov. Leonardo da Vinci je šel še korak dlje in ustvaril subtilne prehode od zelo temne k zelo svetli in obratno, imenovane sfumato. Slavna slikarja Giorgione in Tizian sta povsem podredila linijo barve in z razglašanjem enotnosti sestave prevladujočih tonov oznanjala tenebrizem.
Tenebrizem pomeni mračnost, temačnost oziroma način slikanja, pri katerem je princip chiaroskuro močno poudarjen in v okviru katerega  so bili temni objekti in figure diskretno osvetljeni iz enega samega, konstruiranega in v sliki praviloma nevidnega vira svetlobe. Prvi tenebristi so bili inpirirani z deli Caravaggia, ki je bil znan po svoji tzv. »temni maniri« slikanja, v kateri so se liki stapljali z ozadjem. Močni kontrasti so omogočali dramatičnost, skoraj teatralna dela v skladu z baročnim pretiravanjem. Tenebristi in njihovi sledilci so bili zelo zainteresirani za karakteristike osvetljevanja oziroma na način kako svetloba vpliva na razpoloženje in učinek emocij. Izvor svetlobe so nameščali na neobičajna mesta in s tem ustvarjali neobičajne vizualne in prostorske efekte. Za umetnike kot je bil Rembrandt, so bili ti efekti sredstvo kreativnosti in je često uporabil izvor svetlobe izven slike, da bi poudaril emocije na sliki.